# Foc amic

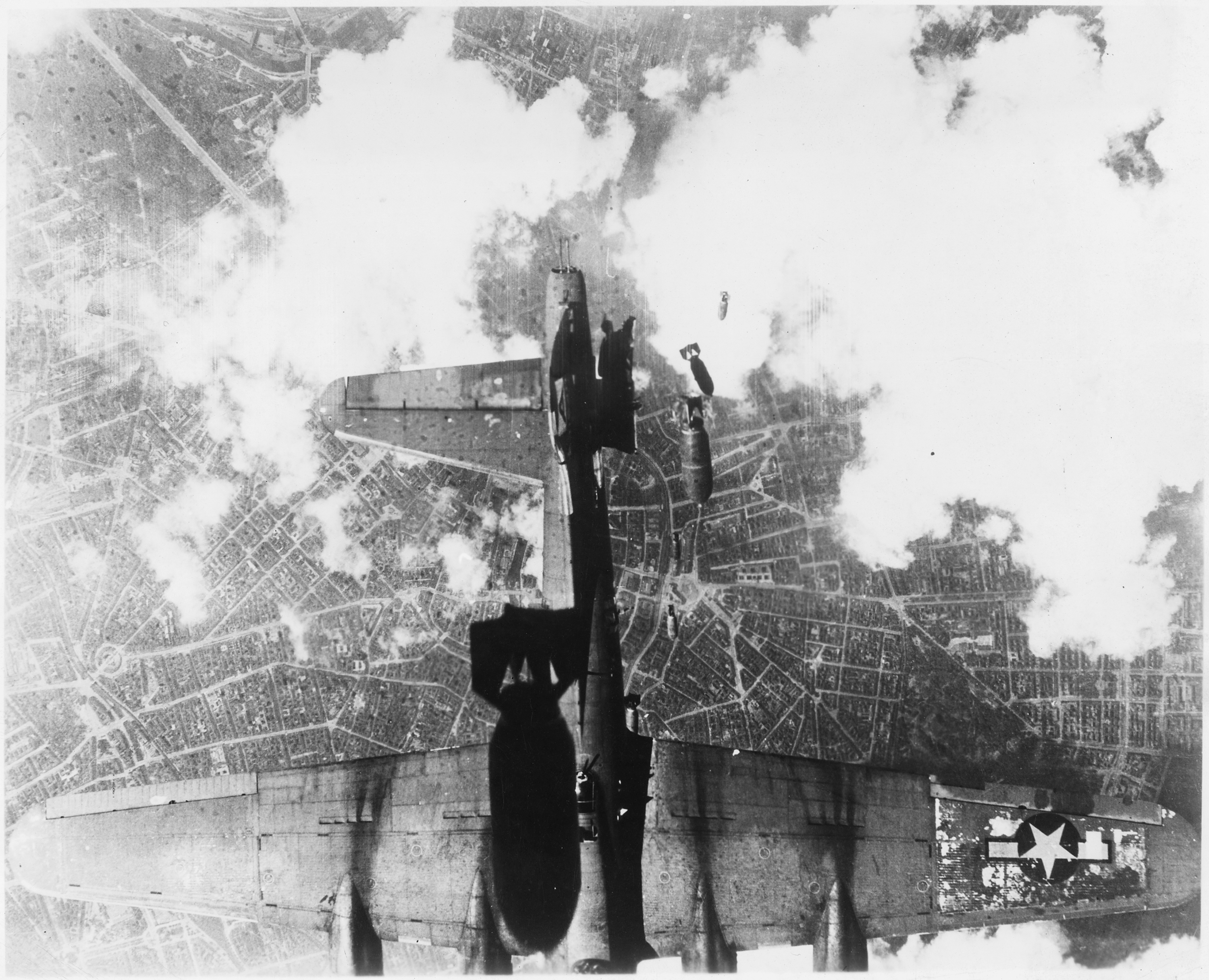
Un avió B-17 dels EUA és atacat accidentalment per bombes del mateix bàndol durant la Segona Guerra Mundial

En l'argot militar, es denomina foc amic o foc aliat als trets provinents del propi bàndol. Aquest tipus d'incidents solen estar produïts per errors, gairebé sempre humans, deguts normalment a errades en la identificació de l'objectiu. Dins de les nacions de l'OTAN se sol identificar a aquests incidents amb el terme blau contra blau (blau és el color dels aliats en l'OTAN i el taronja es reservava per a les tropes del Pacte de Varsòvia). També s'usa el terme fratricidi, tot i que erròniament, perquè el fratricidi és a propòsit i el Foc Amic sempre és accidental.
En general, les baixes pròpies per foc amic es produeixen sovint en accions aire-terra o terra-aire, en ser una de les operacions més complexes en una acció bèl·lica. Així, un dels casos més comuns d'atacs sobre forces del mateix bàndol involucra a unitats de defensa antiaèria i avions aliats o amics. L'altitud, els reflexos de la llum del sol, la falta d'experiència o entrenament dels servidors de bateries antiaèries i molts altres factors condueixen a incidents de foc amic.
Una altra de les causes del foc amic és quan es duen a terme accions de "focs de suport" amb la finalitat de prestar auxili a les tropes d'avantguarda, constituint una barrera de foc davant de les mateixes per a protegir-la de l'enemic. Aquest és més eficaç com més pròxim estigui als soldats propis, però en contrapartida pot donar lloc a un nombre més gran de baixes dins del propi bàndol quan existeix una lleu descoordinació i l'avantguarda avança més ràpidament que el foc de cobertura.
La Primera Guerra Mundial va ser el primer conflicte en què el foc amic es va convertir en un problema preocupant. A fi de reduir la probabilitat d'incidents d'aquest tipus, els exèrcits de les nacions participants van distribuir targetes i diagrames d'identificació dels avions aliats i enemics segons la seva silueta i com aquesta seria percebuda per les tropes en terra.
Durant la Segona Guerra Mundial, es va continuar l'ús de les targetes, diagrames d'identificació i models de resina per a identificar avions i es va començar a dotar als avions amb dispositius electrònics anomenats IFF (Identification Friend or Foe), o "identificació amic o enemic", els quals consistien en un transmissor instal·lat en els avions que enviava un senyal codificat, que en teoria era reconeguda per un receptor emprat per les forces amigues o aliades. Aquest dispositiu ha estat perfeccionat a través dels anys, encara que no ha pogut evitar al 100% els incidents de foc amic terrestre contra aeronaus del mateix bàndol.
La millor manera d'evitar que les forces terrestres siguin atacades per artilleria o avions amics és mantenir a aquests últims informats sobre la posició de les unitats en terra. No obstant això, el 1991 durant la Guerra del Golf, un avió estatunidenc A-10 Warthog va confondre una columna de camions de transport de tropes britàniques amb forces iraquianes atacant-la i va matar a nou soldats. Cal tenir en compte que en aquesta guerra, la major part de les baixes britàniques es va deure al foc aliat estatunidenc.
Malgrat els avanços tecnològics en el camp militar, les accions de foc amic continuen presentant-se i encara continuen faltant mesures completament efectives per a impedir aquests incidents.